# Acacia tephroloba
Acacia tephroloba é uma espécie de leguminosa do gênero Acacia, pertencente à família Fabaceae.